# Pierre au Trésor de la Triée
La Pierre au Trésor de la Triée, ou menhir de la Triée, est un menhir situé à Notre-Dame-de-Riez, dans le département français de la Vendée.

## Protection
L'édifice est classé au titre des monuments historiques par arrêté du 12 mai 1924.

## Description
Le menhir est constitué d'un long bloc de 2,50 m qui fut retrouvé enfoui sous 0,80 m de terre. Marcel Baudouin fouilla le site et mentionne avoir reconnu des sculptures (dont un pied humain), des cuvettes et des cupules à la surface de la pierre. Le menhir fut d'abord transporté et redressé au monument aux morts de la commune, et plus récemment transféré dans le jardin d'un particulier dans le quartier de la Triée.